# میوه‌خورک
میوه‌خورک (نام علمی: Pipreola) نام یک سرده از تیره گوهرمرغان است.